# Roberto Grassilli
Roberto Grassilli (San Pietro in Casale, 23 agosto 1961) è un fumettista, illustratore e cantante italiano.

## Biografia
La sua carriera è iniziata negli anni Ottanta del XX secolo, con la pubblicazione di fumetti e vignette su varie testate tra cui Frigidaire e Linus: parallelamente ha lavorato come illustratore. Dopo una parentesi londinese per lavorare nello studio di film d'animazione di Spielberg al cartone animato Fievel goes West, nel 1991 è entrato nella redazione del settimanale di satira Cuore, restandoci fino alla chiusura della testata nel 1996 dopo aver raggiunto la qualifica di art-director.
Nel 1999 ha fondato con Gianluca Neri la Clarence srl, occupandosi di marketing e grafica per l'omonimo portale; vi ha anche pubblicato la striscia Net To Be.
Ha collaborato con progetti editoriali come "Il misfatto" (l'inserto satirico de Il Fatto Quotidiano) e altri periodici. Ha ideato e realizzato la grafica della collana di editoria online 40K.
Vive tuttora a Rimini operando come illustratore e cartoonist. Recentemente ha illustrato albi per piccoli lettori.
È stato sposato con la scrittrice Lia Celi, dal loro matrimonio sono nati quattro figli.
Al di fuori delle attività legate alla grafica, dal 1982  è  il "lead singer" della rock-band Lino e i Mistoterital,  famosa nell'underground anni degli Ottanta, che ha a prodotto alcuni album e si è esibita in club e festival di tutta Italia.

## Opere
- Pista da fakoceri. Fumetti e disegni, ed. Cento - SIACA Arti grafiche Gianni Tassinari, 1984
- To be or net to be, ed. Tecniche Nuove, 2002, ISBN 9788883780653
- Alieni a Rimini! - Come integrarsi fra i riminesi senza perdere il buonumore, di Lia Celi, illustrazioni di Roberto Grassilli, ed. Comune di Rimini, 2005
- Tutti al mare vent'anni dopo[1], di Luca Bottura, disegni di Roberto Grassilli, ed. Perdisa Pop, 2007, ISBN 9788883724121
- Beatles: tutti i testi (1962-1970), a cura di Donatella Franzoni e Antonio Taormina, con sei tavole originali di Roberto Grassilli[2], ed. Arcana, 1992, ISBN 9788885859906
- Orlando e il pinguino, scritto da Sara Galli, illustrato da Roberto Grassilli, ed. Bertoni Junior, 2018 ISBN 9788831973335
- Pinno, un tuffo in aria, scritto da Elisa Mazzolii, illustrato da Roberto Grassilli, ed. Bertoni Junior, 2020 ISBN 9788855351485
- La realtà diminuita, scritto e illustrato da Roberto Grassilli, Sabir Editore 2020  ISBN 9788831460101
- La polizia della nanna, scritto e illustrato da Roberto Grassilli, Sabir Editore 2021.  ISBN 9788831460187
- I famosi gomitoli di Arianna (da un racconto di Lia Celi), scritto e illustrato da Roberto Grassilli, Sabir Editore 2022.  ISBN 9788831460316
- Bononia e la testa di Nerone, scritto di Lia Celi e Andrea Santangelo, illustrato da Roberto Grassilli, Minerva Editore 2022. ISBN 9788833244907